# Gymnoscelis bucovinata
Gymnoscelis bucovinata är en fjärilsart som beskrevs av Hormuzaki 1893. Gymnoscelis bucovinata ingår i släktet Gymnoscelis och familjen mätare. Inga underarter finns listade i Catalogue of Life.